# هنري باتن
هنري باتن (ولد في 6 مايو 1996) هو لاعب تنس بريطاني محترف متخصص في الزوجي. تم تصنيفه من قبل اتحاد لاعبي التنس المحترفين في المركز الثالث عالميًا في الزوجي، والذي تحقق في 27 يناير 2025. هنري هو بطل جراند سلام مرتين في الزوجي، بعد أن فاز ببطولة ويمبلدون 2024 وبطولة أستراليا المفتوحة 2025 مع هاري هيليوفارا.
لقد فاز بخمسة ألقاب في منافسات الزوجي في بطولة اتحاد لاعبي التنس المحترفين، بالإضافة إلى 13 لقبًا في بطولة التحدي اتحاد لاعبي التنس المحترفين، 11 منها مع جوليان كاش. جاءت عشرة من هذه الألقاب في عام 2022، وهو رقم قياسي لأكبر عدد من ألقاب التحدي الزوجي المتراكمة في موسم واحد.
كما وصل إلى أعلى تصنيف فردي له في مسيرته وهو المركز 462 عالميًا في سبتمبر 2022.

## الحياة الشخصية
وُلِد هنري في 6 مايو 1996 في مانينغتري، إسيكس، إنجلترا. التحق بمدرسة إيبسويتش ومدرسة كولفورد، قبل أن يلتحق بجامعة نورث كارولينا في أشفيل، حيث لعب التنس الجامعي. واصل دراساته العليا في جامعة دورهام (2019-2020). خلال اثنتين من عطلاته الصيفية الجامعية، عمل في آي بي إم كإحصائي في ملعب ويمبلدون.
هنري عضو في نادي روهامبتون. وهو أيضًا من عشاق الشطرنج، وغالبًا ما يلعب اللعبة أثناء الجولات.

## كلية
أثناء وجوده في UNC Asheville، أصبح هنري المصنف الأول في الرابطة الوطنية لرياضة الجامعات في الزوجي ووصل إلى المركز 32 في الفردي. في عام 2018، كان أول لاعب في تاريخ برنامجه يتم اختياره لقرعة الفردي لبطولة التنس للرجال في الرابطة الوطنية لرياضة الجامعات. في دورهام، احتل المركز الثاني مع جوسيب كرستانوفيتش بعد زملائه الطلاب في دورهام جوليوس تفريجوناس وأور رام هاريل في بطولة BUCS للرجال في الزوجي لعام 2019.

## حياة مهنية

### 2022: رقم قياسي في ألقاب تشالنجر في موسم واحد
فاز هنري بعشرة ألقاب في عام 2022، محطمًا الرقم القياسي لأكبر عدد من ألقاب التحدي الزوجي في موسم واحد مع جوليان كاش.

### 2023: أول نهائي في بطولة اتحاد لاعبي التنس المحترفين، ضمن أفضل 50 لاعبًا
وصل هنري بالشراكة مع جوليان كاش إلى أول نهائي له في بطولة اتحاد لاعبي التنس المحترفين في بطولة الولايات المتحدة للرجال على الملاعب الرملية عام 2023، وخسر أمام جوردان طومسون وماكس بورسيل في شوط كسر التعادل للبطل. وصل إلى قائمة الخمسين الأوائل في 22 مايو 2023.

### 2024: بطل ويمبلدون، لقبه الأول في اتحاد لاعبي التنس المحترفين، أول ظهور له في كأس ديفيز
في أبريل، فاز هنري بأول لقب له في بطولة اتحاد لاعبي التنس المحترفين في بطولة الجائزة الكبرى الحسن الثاني بالشراكة مع شريكه الجديد هاري هيليوفارا، متغلبًا على الثنائي النمساوي المصنف الثاني ألكسندر إيرلر ولوكاس ميدلر. في شهر مايو، هزم هنري وهيليوفارا المصنفين الأولين أندرياس ميس ونيل سكوبسكي في نهائي بطولة تورينو تشالنجر. فاز هنري بلقبه الثاني في بطولة ليون المفتوحة بالشراكة مع هيليوفارا أيضًا. هزم الثنائي ألبانو أوليفيتي ويوكي بهامبري في النهائي.
وصل هنري وهيليوفاارا إلى النهائي في ويمبلدون، بفوزهما على الثنائي الإيطالي أندريا فافاسوري وسيمون بوليلي، والثنائي الإسباني بيدرو مارتينيز وجاومي مونار، ثم مارسيلو أريفالو وماتي بافيتش في الدور ربع النهائي، نيل سكوبسكي ومايكل فينوس في الدور نصف النهائي. هزموا الثنائي الأسترالي جوردان تومسون وماكس بورسيل في النهائي، في مباراة من ثلاث مجموعات مع ثلاث شوط كسر التعادل، وأنقذوا ثلاث نقاط للمباراة، ليفوزوا بأول لقب جراند سلام لهما معًا. ونتيجة لذلك، تقدم 25 مركزًا إلى أعلى تصنيف في مسيرته المهنية في الزوجي وهو رقم 17 عالميًا في 15 يوليو 2024 وإلى المراكز الخمسة عشر الأولى بعد ثلاثة أسابيع في 5 أغسطس 2024.
بعد حصولهما على المركز السادس في بطولة الولايات المتحدة المفتوحة، وصل هنري وهيليوفارا إلى الدور الثالث بفوزهما على فلافيو كوبولي ودومينيك ستريكر، قبل أن يخسرا أمام المصنفين الحادي عشر ويسلي كولهوف ونيكولا ميكتيتش.
خاض هنري أول مباراة له مع منتخب بريطانيا العظمى في كأس ديفيز ضد كندا في مانشستر بإنجلترا في 15 سبتمبر، حيث تعاون مع نيل سكوبسكي لهزيمة جابرييل ديالو وأليكسيس جالارنو في مباراة فاصلة بعد خسارة المباراة بالفعل بعد فوز الكنديين في مباراتي الفردي.
كان هنري وهيليوفارا وصيفين في بطولة الصين المفتوحة في أكتوبر، وخسرا في النهائي أمام المصنفين الأولين سيموني بوليلي وأندريا فافاسوري. وفي الأسبوع التالي فازوا ببطولة ستوكهولم المفتوحة، بعد أن هزموا بيتر نوزا وباتريك ريكل في النهائي. وتبع ذلك وصولهم إلى الدور نصف النهائي في بطولة فيينا المفتوحة، وخسروا في شوط كسر التعادل أمام حاملي البطاقة البرية والبطلين في النهاية ألكسندر إيرلر ولوكاس ميدلر بعد إهدار نقطتين للمباراة.
وصل هنري إلى أعلى تصنيف في مسيرته المهنية وهو رقم 15 عالميًا في 28 أكتوبر 2024، ليصبح المصنف الأول في الزوجي للرجال البريطانيين لأول مرة. كما تم تأكيد مكانه إلى جانب هيليوفارا في نهائيات اتحاد لاعبي التنس المحترفين بعد أن ضمن الثنائي مكانًا ضمن المراكز الثمانية الأولى في سباق الزوجي لاتحاد لاعبي التنس المحترفين للتأهل.
في نهائيات رابطة لاعبي التنس المحترفين، هزم هنري وهيليوفارا الفريق المصنف الأول عالميًا مارسيل جرانويرس وهوراسيو زيبالوس في مجموعات متتالية في أول مباراة لهما في المجموعة. في مباراتهم الثانية بالمجموعة، هزموا أبطال بطولة الولايات المتحدة المفتوحة جوردان تومسون وماكس بورسيل في مجموعات متتالية. ثم ضمن هنري وهيليوفارا المركز الأول في مجموعتهما بالفوز بمباراتهما الثالثة ضد ويسلي كولهوف ونيكولا ميكتيتش في مباراة فاصلة لتحديد البطل. خسروا في الدور نصف النهائي أمام المصنفين الأولين مارسيلو أريفالو ومات بافيتش في مجموعتين، وكلاهما ذهبت إلى شوط كسر التعادل.

### 2025: بطل الزوجي في بطولة أستراليا المفتوحة، المصنف الثالث عالميًا
إلى جانب هيليوفارا، فاز هنري بلقب الزوجي في بطولة أستراليا المفتوحة، بعد هزيمته للمصنفين الثالث سيموني بوليلي وأندريا فافاسوري في النهائي، وبذلك أصبح ثالث لاعب بريطاني يفوز بالحدث في العصر المفتوح. في طريقهم إلى النهائي تغلبوا على ريثفيك شوداري بوليبالي وريان سيجيرمان، مارك بولمانز وماثيو روميوس، أوستن كراجيسك وراجيف رام، المصنفين الخامس عشر هوجو نيس وإدوارد روجر فاسلين والمصنفين الرابع كيفن كراويتز وتيم بوتز. وبالشراكة مع أوليفيا نيكولز، وصل أيضًا إلى الدور نصف النهائي في الزوجي المختلط بعد التغلب على المصنفتين الأوليين أندريا فافاسوري وسارة إيراني في الجولة الثانية ثم جاكسون ويذرو وإيرينا خروماتشيفا في ربع النهائي. لقد خسروا أمام جون باتريك سميث وكيمبرلي بيريل في الدور قبل النهائي. وصل هنري إلى أعلى مستوى في مسيرته المهنية وهو المركز الثالث عالميًا في تصنيفات اتحاد لاعبي التنس المحترفين في الزوجي في 27 يناير.
بعد حصولهما على المركز الثاني، كان هنري وهيليوفارا وصيفين في بطولة دبي للتنس، وخسرا في النهائي أمام يوكي بامبري وأليكسي بوبيرين.

## الجدول الزمني لأداء الزوجي
مفتاح
| ف | ن | ن.ن | ر.ن | د# | د.م | ل | أ.أ | ت | غ | ب | ف | ذ | م.خ | ل.ت |

(ف) فاز بالبطولة (ن) وصل النهائي (ن.ن) نصف النهائي (ر.ن) ربع النهائي (د#) الأدوار الأربعة الأولى (د.م) دور المجموعات (ل) شارك في كأس ديفيز (أ.أ) خرج من الأدوار الاولى (ت) خسر التصفيات التأهيلية (غ) غاب عن الحدث أو البطولة (ب) حصل على ميدالية برونزية (ف) حصل على ميدالية فضية (ذ) حصل على ميدالية ذهبية (م.خ) بطولة الماسترز خُفضت إلى مرتبة أقل (ل.ت) البطولة لم تعقد في السنة المعينة.
لتجنب الارتباك وازدواجية الحساب، يتم تحديث هذه المعلومات إما في نهاية البطولة، أو عندما تكون مشاركة اللاعب في البطولة قد انتهت.

### زوجي الرجال
ساري المفعول حتى بطولة أستراليا المفتوحة لعام 2025.
| البطولة                             | 2021         | 2022         | 2023         | 2024      | 2025 | السن  | (إل)  |       |
| ----------------------------------- | ------------ | ------------ | ------------ | --------- | ---- | ----- | ----- | ----- |
| بطولات السلاما الكبرى               |              |              |              |           |      |       |       |       |
| افتتاح أستراليا                     | (أ)          | (أ)          | د.م          | د.م       | ف    | 1 / 3 | 8–2   |       |
| فتح فرنسي                           | (أ)          | (أ)          | د#           | ل         |      | 0 / 2 | 2–1   |       |
| ويمبلدون                            | (أ)          | د#           | (أ)          | ف         |      | 1 / 2 | 6–1   |       |
| المفتوحة الأمريكية                  | (أ)          | (أ)          | ل            | ل         |      | 0 / 2 | 4–2   |       |
| الربح والخسارة                      | 0–0          | 0–1          | 3–3          | 11–2      | 6–0  | 2 / 9 | 20–6  |       |
| بطولة نهاية العام                   |              |              |              |           |      |       |       |       |
| نهائيات اتحاد لاعبي التنس المحترفين | لم تكن مؤهلة | لم تكن مؤهلة | لم تكن مؤهلة | (ف)       |      | 0 / 1 | 3–1   |       |
| تمثيل وطني                          |              |              |              |           |      |       |       |       |
| كأس ديفيس                           | (أ)          | (أ)          | (أ)          | الـ " ر " |      | 0 / 1 | 1–0   |       |
| الربح والخسارة                      | 0–0          | 0–0          | 0–0          | 1–0       |      | 0 / 1 | 1–0   |       |
| دورات الماسترز 1000 نقطة            |              |              |              |           |      |       |       |       |
| إنديان ويلز مفتوح                   | (أ)          | (أ)          | (أ)          | (أ)       |      | 0 / 0 | 0–0   |       |
| " مايامي " مفتوح                    | (أ)          | (أ)          | (أ)          | (أ)       |      | 0 / 0 | 0–0   |       |
| ماسترز مونت كارلو                   | (أ)          | (أ)          | (أ)          | (أ)       |      | 0 / 0 | 0–0   |       |
| افتتاح مدريد                        | (أ)          | (أ)          | (أ)          | (أ)       |      | 0 / 0 | 0–0   |       |
| المفتوح الإيطالي                    | (أ)          | (أ)          | (أ)          | د#        |      | 0 / 1 | 0–1   |       |
| كندا المفتوحة                       | (أ)          | (أ)          | (أ)          | د#        |      | 0 / 1 | 0–1   |       |
| سيدات سينسيناتي                     | (أ)          | (أ)          | (أ)          | ق.ف       |      | 0 / 1 | 2–1   |       |
| "ماسترز شانغهاي"                    | (أ)          | (أ)          | (أ)          | د#        |      | 0 / 1 | 0–1   |       |
| "ماسترز باريس"                      | (أ)          | (أ)          | (أ)          | ق.ف       |      | 0 / 1 | 1–1   |       |
| الربح والخسارة                      | 0–0          | 0–0          | 0–0          | 3–5       |      | 0 / 5 | 3–5   |       |
| إحصاءات المهن                       |              |              |              |           |      |       |       |       |
| البطولات                            | 0            | 2            | 13           | 27        | 3    | 45    | 45    | 45    |
| العناوين                            | 0            | 0            | 0            | 4         | 1    | 5     | 5     | 5     |
| النهائيات                           | 0            | 0            | 1            | 6         | 1    | 8     | 8     | 8     |
| النصر والخسارة الإجمالية            | 0–0          | 0–2          | 10–13        | 43–22     | 8–2  | 61–39 | 61–39 | 61–39 |
| % النصر                             | 0%           | 0%           | 43%          | 66%       | 80%  | 61%   | 61%   |       |
| تصنيف نهاية السنة                   | 774          | 69           | 69           | 14        |      |       |       |       |

### الزوجي المختلط
| البطولة                 | 2021 | 2022 | 2023 | 2024 | 2025          | ريال سعودي | و–ل |
| ----------------------- | ---- | ---- | ---- | ---- | ------------- | ---------- | --- |
| بطولة أستراليا المفتوحة | أ    | أ    | أ    | أ    | سان فرانسيسكو | 0 / 1      | 3-1 |
| بطولة فرنسا المفتوحة    | أ    | أ    | أ    | أ    |               | 0 / 0      | 0–0 |
| ويمبلدون                | أ    | أ    | أ    | د.م  |               | 0 / 1      | 1-1 |
| بطولة أمريكا المفتوحة   | أ    | أ    | أ    | أ    |               | 0 / 0      | 0–0 |
| الفوز والخسارة          | 0–0  | 0–0  | 0–0  | 1-1  | 3-1           | 0 / 2      | 4-2 |

## نهائيات مهمة

### نهائيات بطولة جراند سلام

#### الزوجي: 2 (لقبان)
| حصيلة | سنة  | بطولة                   | سطح | شريك           | المنافسون                     | نتيجة                          |
| ----- | ---- | ----------------------- | --- | -------------- | ----------------------------- | ------------------------------ |
| يفوز  | 2024 | ويمبلدون                | عشب | هاري هيليوفارا | ماكس بورسيل جوردان طومسون     | 6–7(7–9)، 7–6(10–8)، 7–6(11–9) |
| يفوز  | 2025 | بطولة أستراليا المفتوحة | صعب | هاري هيليوفارا | سيموني بوليلي أندريا فافاسوري | 6-7(16-18)، 7-6(7-5)، 6-3      |

## نهائيات بطولة اتحاد لاعبي التنس المحترفين

### الزوجي: 9 (5 ألقاب، 4 وصيف)
| أسطورة                                                |
| ----------------------------------------------------- |
| جراند سلام (2-0)                                      |
| بطولة الماسترز اتحاد لاعبي التنس المحترفين 1000 (0–0) |
| سلسلة اتحاد لاعبي التنس المحترفين 500 (0–2)           |
| سلسلة اتحاد لاعبي التنس المحترفين 250 (3-2)           |

| النهائيات حسب السطح |
| ------------------- |
| صعب (2-2)           |
| الطين (2-2)         |
| العشب (1–0)         |

| العناوين حسب الإعداد  |
| --------------------- |
| في الهواء الطلق (4-4) |
| داخلي (1–0)           |

| النتيجة | (إل) | التاريخ     | البطولة                                                          | المستوى          | السطح    | الشريك        | المنافسون                      | النتيجة                        |
| ------- | ---- | ----------- | ---------------------------------------------------------------- | ---------------- | -------- | ------------- | ------------------------------ | ------------------------------ |
| الخسارة | 0–1  | أبريل 2024  | بطولة الولايات المتحدة في سباقات البلاط للرجال، الولايات المتحدة | سلسلة 250        | (كلاي)   | (جوليان كاش)  | ماكس بورسل جوردان تومبسون      | 6–4، 4–6، [5–10]               |
| فوز     | 1–1  | أبريل 2024  | الجائزة الكبرى حسن الثاني المغرب                                 | سلسلة 250        | (كلاي)   | هاري هليووارا | ألكسندر إيرلر لوكاس مييدلر     | 3–6، 6–4، [10–4]               |
| الخسارة | 1–2  | أبريل 2024  | المنتخب الروماني المفتوح، رومانيا                                | سلسلة 250        | (كلاي)   | هاري هليووارا | ساديو دومبيا فابيان ريبول      | 3–6، 5–7                       |
| فوز     | 2–2  | مايو 2024   | بطولة أتي بي ليون المفتوحة فرنسا                                 | سلسلة 250        | (كلاي)   | هاري هليووارا | يوكي بامبري ألبانو أوليفيتي    | 3–6، 7–6(7–4)، [10–8]          |
| فوز     | 3–2  | يوليو 2024  | بطولة ويمبلدون المملكة المتحدة                                   | كرة القدم الكبرى | العشب    | هاري هليووارا | ماكس بورسل جوردان تومبسون      | 6–7(7–9)، 7–6(10–8)، 7–6(11–9) |
| الخسارة | 3–3  | أكتوبر 2024 | الصين مفتوحة الصين                                               | 500 سلسلة        | صعبة     | هاري هليووارا | (سيمون بوليلي) أندريا فافاسوري | 6–4، 3–6، [5–10]               |
| فوز     | 4–3  | أكتوبر 2024 | ستوكهولم المفتوحة السويد                                         | سلسلة 250        | صعبة (i) | هاري هليووارا | (بتر نوزا) (باتريك ريكل)       | 7–5، 6–3                       |
| فوز     | 5–3  | يناير 2025  | البطولة الاسترالية المفتوحة، أستراليا                            | كرة القدم الكبرى | صعبة     | هاري هليووارا | سيمون بوليلي أندريا فافاسوري   | 6–7(16–18)، 7–6(7–5)، 6–3      |
| الخسارة | 5–4  | مارس 2025   | بطولة دبي للتنس الإمارات العربية المتحدة                         | 500 سلسلة        | صعبة     | هاري هليووارا | يوكي بامبري أليكسي بوبيرين     | 6–3، 6–7(12–14)، [8–10]        |

## نهائيات بطولة رابطة محترفي التنس وبطولة العقود الآجلة للاتحاد الدولي للتنس/التنس العالمي

### الفردي: 4 (1–3)
| أسطورة                                   |
| ---------------------------------------- |
| بطولة اتحاد لاعبي التنس المحترفين (0–0)  |
| جولة الاتحاد الدولي للتنس العالمية (1–3) |

| النهائيات حسب السطح |
| ------------------- |
| صعب (1-2)           |
| الطين (0–0)         |
| العشب (0-1)         |
| السجاد (0–0)        |

| نتيجة | و–ل | تاريخ       | البطولة                        | الطبقة              | سطح | الخصم         | نتيجة               |
| ----- | --- | ----------- | ------------------------------ | ------------------- | --- | ------------- | ------------------- |
| خسارة | 0–1 | أكتوبر 2021 | M15 إيثاكا، الولايات المتحدة   | جولة التنس العالمية | صعب | تشارلز بروم   | 7-6(7-5)، 3-6، 4-6  |
| يفوز  | 1-1 | نوفمبر 2021 | M15 فاييتفيل، الولايات المتحدة | جولة التنس العالمية | صعب | ألفريدو بيريز | 7-6(7-2)، 6-3       |
| خسارة | 1-2 | أبريل 2022  | M25 نوتنغهام، المملكة المتحدة  | جولة التنس العالمية | صعب | براندون هولت  | 6-7(2-7)، 5-7       |
| خسارة | 1-3 | يوليو 2022  | M25 روهامبتون، المملكة المتحدة | جولة التنس العالمية | عشب | توبي صموئيل   | 4-6، 7-6(10-8)، 4-6 |

### الزوجي: 29 (21 لقبًا، 8 وصيفًا)
| أسطورة                                   |
| ---------------------------------------- |
| بطولة اتحاد لاعبي التنس المحترفين (13-5) |
| جولة الاتحاد الدولي للتنس العالمية (8-3) |

| النهائيات حسب السطح |
| ------------------- |
| صعب (14–7)          |
| كلاي (4-0)          |
| العشب (3-1)         |
| السجاد (0–0)        |

## روابط خارجية
- الصفحة الخاصة باللاعب هنري باتن في موقع رابطة محترفي كرة المضرب.

- هنري باتن في موقع الاتحاد الدولي لكرة المضرب